# Béguinages de Liège
Les béguinages de Liège, une quarantaine à la Révolution française, à l'exception du béguinage Saint-Christophe, sont de petites entités qui abritent un petit nombre de béguines au contraire des béguinages flamands.

## Les béguinages de la Cité de Liège

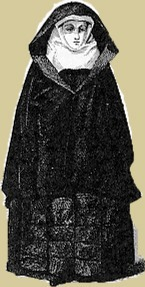
Béguine, époque médiévale

À la fin de l'Ancien Régime, on compte dans la Cité de Liège une quarantaine de béguinages totalisant près de 350 personnes. Ils sont disséminés dans la plupart des paroisses de la ville. Seuls deux d'entre eux ne sont pas intra-muros: le béguinage Saint-Christophe et le béguinage Sainte-Marguerite. À l'exception de Saint-Christophe, ce sont de très petites entités qui abritent un très petit nombre, ne dépassant jamais quatre ou cinq femmes et jamais plus de 20. En 1809, on compte encore dans la ville 250 béguines et 27 béguinages et gérés par la « Caisse des béguinages ». Elles sont en général âgées, certains règlements exigeant l'âge minimum de 60 ans. En 1826, elles sont toujours près de 350. La révolution de 1829 va les transformer en « Fondation », les usages religieux n'étant plus de mise depuis longtemps. Leur nombre est fixé à trois cents.
Les béguinages liégeois vont devenir peu à peu des institutions de bienfaisance mixte qui relèvent plus de l'hospice et de l'aide à domicile réservés en priorité aux femmes âgées ou infirmes, jouissant malgré tout d'une liberté plus grande qu'à l'hospice.

### Liste des 30 béguinages de Saint-Christophe
Voici les béguinages où les textes précisent membre de Saint-Christophe:
- Le Béguinage du Luminaire, rue Rivière delle Fontaine Saint-Lambert, adossé au cimetière, actuellement rue Sur-la-Fontaine, détruit lors de l'incendie de 1468
- Le Béguinage de Crisnée, rue Rivière delle Fontaine Saint-Lambert, adossé au cimetière, actuellement rue Sur-la-Fontaine
- Le Béguinage du Mortier, entre la ruelle qui mène à l'aître et le ruisseau séparatiste, détruit lors de l'incendie de 1468
- Le Béguinage du Convetich, rue Rivière delle Fontaine Saint-Lambert, actuellement rue Sur-la-Fontaine.
- Le Béguinage Dieu et Saint-Christophe, rue Rivière delle Fontaine Saint-Lambert, actuellement rue Sur-la-Fontaine.
- Le Béguinage de Sainte-Croix, rue Frère-Michel
- Le Béguinage d'Ocquier, rue Frère-Michel
- Le Béguinage de Herve, rue Frère-Michel
- Le Béguinage de Paternostre, touchait par derrière à des maisons de la chaussée Saint-Christophe
- Le Béguinage des Gosselets, touchait par derrière à des maisons de la chaussée Saint-Christophe
- Le Béguinage de La-Rose, chaussée Saint-Christophe, actuellement rue Saint-Gilles, détruit lors de l'incendie de 1468 et transformé en jardin.
- Le Béguinage de Stavelot, chaussée Saint-Christophe, actuellement rue Saint-Gilles
- Le Béguinage de Coswarem, Rue Frère-Michel
- Le Béguinage de La-Haxhe (walon Håhè, barrière, porte du jardin)
- Le Béguinage de La-Trinité, touchait par derrière à des maisons de la chaussée Saint-Christophe
- Le Béguinage de Maxhurée, proche de l'hôpital Tirebourse
- Le Béguinage du Mauvais-Puits, proche de l'hôpital Tirebourse
- Le Béguinage de la maison d'Agymont, à laquelle on accédait par une ruelle débouchant rue Jonfosse et longeant Tirebourse.
- Le Béguinage de Sarengue, sur la rivière d'Avroy, détruit lors de l'incendie de 1468
- Le Béguinage du Potage d'Ablé, rue Rivière delle Fontaine Saint-Lambert, près du ruisseau séparatoire, entre Tirebourse et Florichamp détruit lors de l'incendie de 1468, il disparut définitivement[2]
- Le Béguinage Frère-Michel, localisation inconnue,
- Le Béguinage Saint-Jean, localisation inconnue,
- Le Béguinage Souverain-Pont, localisation inconnue,
- Le Béguinage de Hollogne, localisation inconnue,
- Le Béguinage de Naveroule, localisation inconnue,
- Le Béguinage des Changes, construit après l'incendie de 1468
- Le Béguinage Sainte-Anne, construit après l'incendie de 1468
- Le Béguinage Stiennon, construit après l'incendie de 1468
- Le Béguinage Houltgren, construit après l'incendie de 1468
- Le Béguinage Le-Veave, construit après l'incendie de 1468
- Le Béguinage Cawunnes[3], construit après l'incendie de 1468

### Béguinage Sainte-Agnès - Béguinage des Vert Bonnets
Situé dans la rue des Croisiers, ancienne paroisse Saint-Nicolas-au-Trez, le bâtiment fut construit en 1652, vis-à-vis de l'église des Croisiers à l'emplacement de trois maisonnettes achetées par Marie et Agnès Vresen. L'année suivante Agnès reçut l'autorisation d'y réunir des filles dévotes, au nombre de sept, en commémoration des sept douleurs de la Vierge Marie. La direction spirituelle était assurée par les jésuites. Leur recteur désignent les pensionnaires, qui doivent être âgée de 25 à 35 ans, nées dans la cité, faire vœu de virginité et savoir lire et écrire. Elles sont en effet chargées d'enseigner aux enfants et à en croire un document de 1685, elles instruisent jusque 700 à 800 pauvres, leur faisant même des charités corporelles pour les attirer aux catéchismes qui se font en leur chapelle tous les dimanches. Il ne semble donc pas que ce soit un internat. On y relève sept béguines en 1791 et 1797
Le dimanche on y faisait le catéchisme et l'on avait coutume de donner un liard à chaque enfant qui s'y rendait.

### Béguinage Saint-André
Ce béguinage nommé aussi Trulhebout était situé dans la rue Hors-Château près des Mineurs. Il n'existe plus au XIXe siècle.

### Béguinage Sainte-Aldegonde
Appelé parfois béguinage Sainte-Aldegonde et Sainte-Claire, il est situé rue de la Maison pastorale. En 1685, on y compte six béguines. En 1762, on y recense une béguine et cinq femmes.

### Béguinage Saint-Adalbert ou Faucon
Béguinage situé en Bergerue paroisse de Saint-Adalbert. au coin de la rue de la Casquette. Les statuts y prévoient 9 places, à la collation du curé. Manifestement en 1736, il est déjà surpeuplé, 16 femmes sont spécifiées, En 1762, il y a 4 béguines, 8 ouvrières, 1 garde-malade et sa parente. En 1791, on signale 2 béguines, 10 ouvrières, 1 bénéficier de Saint-Jean, sa sœur et sa servante. Pendant le régime français, le nombre de titulaires est ramené à 9.

### Béguinage Saint-Ambroise
Le Béguinage Saint-Ambroise est situé rue de l'Étuve héberge en 1762 trois béguines et une célibataire et en 1792 quatre béguines et une locataire.

### Béguinage Saint-Jérôme
Béguinage Ambroise Molino, bénéficier de Saint-Paul. Il était réservé à quatre béguines. Un règlement du 27 juin 1738 n'a cependant été transmis qu'à trois béguines. En 1790, elles sont toujours trois, mais elles ont loué une chambre à une étrangère.

### Béguinage de La Clef - Béguinage Sainte-Marie-Madeleine
C'était un béguinage de la paroisse de la Madeleine situé dans l'ancienne rue du Casque, anciennement rue Devant-La-Madeleine, derrière l'hôtel de ville. Un procès de 1711 et une supplique de 1724 signale quatre béguines.

### Béguinage Sainte-Catherine - Béguinage du Lévrier
Le Béguinage Sainte-Catherine ou du Lévrier, situé rue des Tourneurs, existe encore au XIXe siècle. Malgré l'exiguïté de l'immeuble, il comprenait 7 habitations. Les occupantes sont au nombre de 9 en 1689, 11 en 1762, 9 en 1736 et 7 en 1740 et 1791. Elles sont toutes ouvrières fileuses, couturières et travaillant la journée. Le nombre ne change pas pendant le régime français.

### Béguinage du Saint-Esprit
Fondé en 1614 par le Bourgmestre Philippe Le Rousseau et son épouse, le béguinage était situé paroisse Saint-Jean-Baptiste au sommet de l'impasse des Ursulines en Féronstrée et Hors-Château. Il n'est plus mentionné après 1736, date à laquelle il hébergeait onze occupantes : trois fileuses de lin, une lavandière, une veuve mouilleuse de draps aidée par sa fille, une dentellière, une paralytique vivant avec son neveu, presseur de draps, et son épouse.

### Béguinage Sainte-Anne
Le béguinage Sainte-Anne, rue des Ursulines. En 1736, il abritait une seule béguine, une femme de 82 ans, deux tricoteuses de bas, et une mendiante. Il disparait après cette date.

### Béguinage du Cheval-Bay - Saint-Abraham - Saint-Jean
Le béguinage du Cheval Bay, dit aussi béguinage Saint-Abraham, ou béguinage Saint-Jean est fondé par Renier de Chevalbay au XIIe siècle, constitué de treize habitations, situé entre l'église Saint-Jean-Baptiste dit hôpital Saint-Abraham, actuellement en Féronstrée. Ce béguinage existe encore au XIXe siècle, mais il a changé de destination. Le fondateur avait subdivisé son hôtel en treize habitations, réservées à des filles ou veuves, natives de la paroisse, à désigner par le curé et un maître de l'hôpital Saint-Abraham. de fait en 1736, on y compte 18 occupantes, dont sept sont qualifiées de béguines, 17 en 1762 et 14 en 1792. Il s'agit d'ouvrières, de marchandes des quatre-saisons et de femmes âgées ou impotentes.

### Béguinage du Venta
Le béguinage du Venta, est situé rue des Weines. Il est fondé par la veuve de Nicolas Rouffart qui, de son vivant, avait recueilli quatre ou cinq personnes. En 1685, le curé ne savait rien de ses statuts. En 1736, il est fait mention de quatre béguines. Il disparaît ensuite.

### Béguinage Saint-Antoine et Sainte-Barbe
Saint-Antoine et Sainte-Barbe est un béguinage de douze béguines situé dans la rue Agimont auprès du couvent des Bons-enfants. Il sera démoli au XIXe siècle pour ouvrir une communication nouvelle entre les rues Agimont et Tournant Saint-Hubert.

### Béguinage Sainte-Barbe En-Gravioûle
On recueillait dans cet hospice situé En-Gravioule dans le quartier d'Outremeuse et fondé par Ernest de Surlet en 1698 les vieilles femmes dans l'indigence ainsi que les filles de mauvaise vie. Au XIXe siècle, il devient l'hospice des Orphelines.

### Béguinage Saint-Jacques
Un béguinage de ce nom était situé dans la paroisse Saint-Hubert au commencement du Mont Saint-Martin.

### Béguinage Saint-Martin
Ce béguinage établi dans le Mont Saint-Martin. Il existe encore au XIXe siècle, il est situé derrière la fontaine. Maison actuelle no 25. Neuf pensionnaires âgées de 23 à 80 ans y vivent en 1740 ; il y en a onze en 1790 dont deux seules sont béguines.

### Béguinage Saint-Pholien
Petit béguinage situé vers le milieu de la rue Derrière-Saint-Pholien, soit derrière l'église paroissiale. Il y vivait quatre bénéficiaire en 1685, En 1689, le rôle en signale six, deux lavandières et une femme sans métier. Au début du régime français, les titulaires sont au nombre de six.

### Béguinage Saint-Julien

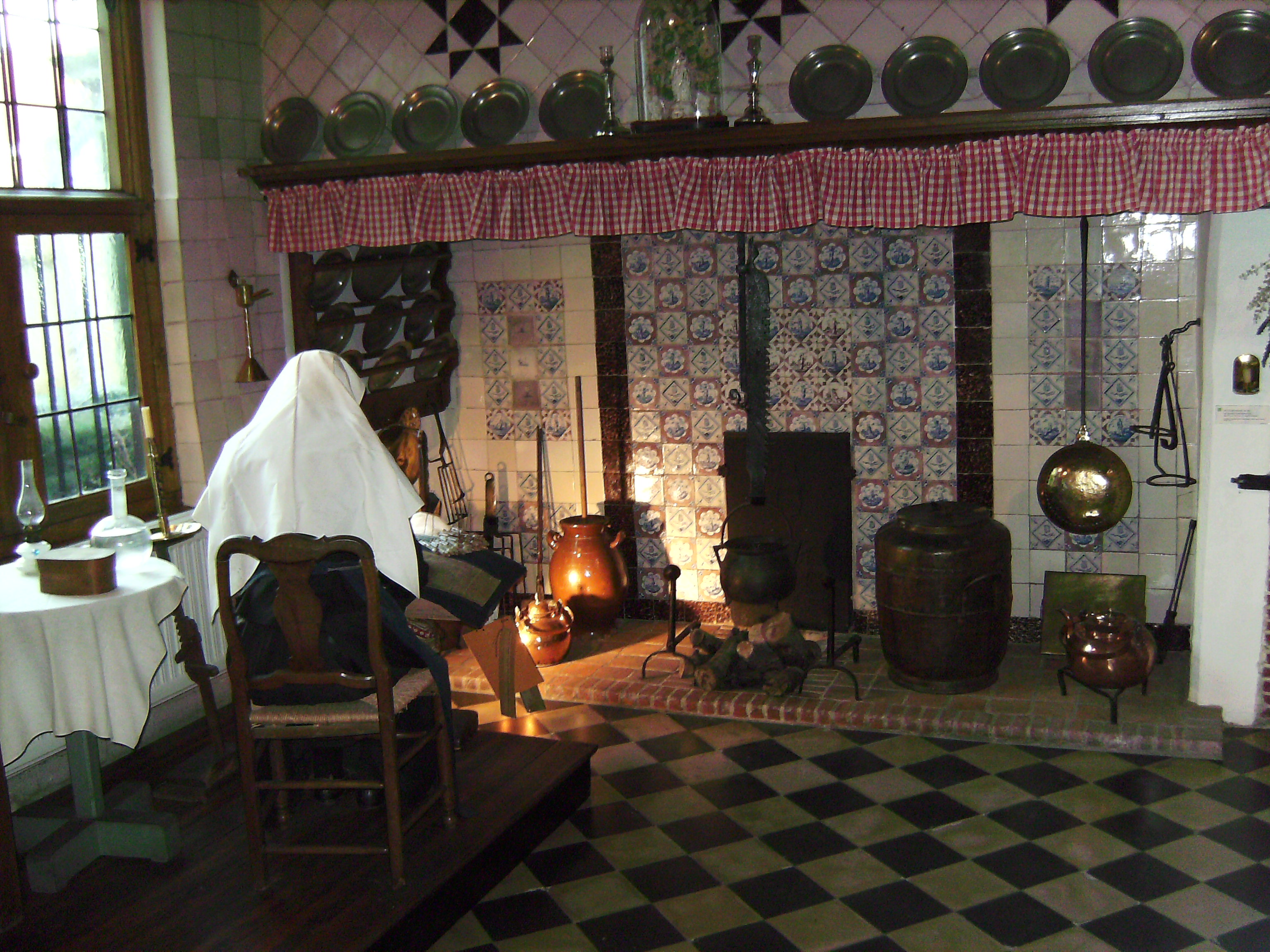
Intérieur d'un convent au XIX, musée du Béguinage de Turnhout, Belgique

Le béguinage Saint-Julien avait sept béguines filles ou veuves de la paroisse en 1685 qui s'occupaient d'une cinquantaine de réfugiés ou pèlerins. Le règlement du 24 mai 1687 stipule qu'elles ne peuvent ni mendier, ni tenir des enfants. En 1726 le nombre des béguines est passé à onze et en 1736, dix béguines partagent leur logement avec onze parentes. En 1762, le nombre des bénéficiaires est de 27 mais seulement onze sont béguines. Enfin, en 1775, lors d'une inspection, le béguinage se composait de 18 béguines dont treize avaient une chambre avec un jardinet et les cinq autres seulement une chambre, elles aidaient l'hospice Saint-Julien. Il était situé à l'Est du pont Saint-Julien entre la rue Puits-en Sock et la rue Entre-deux-ponts. En 1791, il n'y a plus qu'une vingtaine d'occupantes : elles sont couturières, dentelières, ou sans profession et infirmes. Sous le régime français, l'hôpital Saint-Julien sera assimilé à un béguinage.

### Béguinage Saint-Martin-en-Mont
Il était situé rue de la Sirène.

### Béguinage de la Sainte-Trinité
Situé rue Salamandre, fondé par Marie Ledoux, il compte trois béguines désignées par le curé et deux mambours, en 1791, on y compte 2 ouvrières et une verdurière.

### Béguinage de la place Sainte-Claire
Fondé en 1669, approuvé en 1703, patronné par les capucins, il est composé de quatre domiciles. Un recensement de 1740 dénombre six béguines.

### Fondation Massillon Au-Péry
Agnès Massillon mourut en 1724, affectant une part de sa fortune pour rémunérer 10 béguines, y compris la supérieure. Elles devaient tenir école gratuite pour les fillettes. Les titulaires se recrutaient par priorité dans la descendance des fondateurs. Ces institutrices n'étaient que 8 en 1740 et en 1791. L'école ferme en 1792, faute de chauffage.

### Béguinage Sainte-Elisabeth - Mostardi
Situé dans le Fond de l'Empereur, il est fondé en 1640 pour quatre béguines. Il recueillait en 1685, huit béguines désignées par le gardien des capucins de Saint-Servais. En 1791, il y a une intendante, six béguines et deux pensionnaires. Sous le régime français elles seraient neuf.

### Béguinage Devillers
Situé rue Hocheporte, il est fondé en 1779 par le chanoine Devillers qui légua sa maison pour y installer trois béguines. En 1891, elles sont toujours trois et une dame de compagnie.

### Béguinage d'Heures
Situé rue Saint-Adalbert à proximité de l'église, on y compte en 1736, 10 femmes, en 1762, 3 béguines, 4 ouvrières et 2 fillettes. En 1791, deux béguines et quatre locataires. La collation appartenait au prieur des Dominicains.

### Béguinage Saint-Abraham
Situé rue de la Casquette, (no 24 & no 28 actuel), il abritait en 1736, une prieure, une béguine et 25 femmes. En 1762, 9 béguines, 9 ouvrières et 5 locataires. En 1791, une prieure, une portière, neuf béguines et six locataires.
Par le nombre de ses pensionnaires, ce béguinage était le plus important de la Cité de Liège. La collation des places appartenait au chapitre de Saint-Jean; les servantes de chanoines jouissaient d'un régime de faveur. Sous le régime français, 14 à 15 vieilles femmes bénéficient encore de la fondation. Le règlement du 8 mars 1728 stipule qu'elles doivent avoir 30 ans au moins et ne partager leur chambre qu'avec une seule femme.

### Béguinage des Dominicains
Situé rue des Dominicains, les titulaires sont désignés par les Prêcheurs. En 1762, on y trouve une couturière, et ses deux apprenties, une dentelière, une béguine, et trois locataires âgées. En 1792, on y trouve quatre béguines et quatre locataires.

### Béguinage des Machurées
Situé rue des Dominicains, il abrite, en 1762, trois béguines et trois ouvrières, vers 1791 y habitent 7 ouvrières et sous l'Empire, les Hospices Civils y entretiennent de 3 à 5 vieilles femmes.

### Béguinage de la Risée
Le béguinage de la Risée, situé En-Bergerue proposait quatre places en 1762 à la collation du prieur des Dominicains mais sept personnes l'occupent : 2 blanchisseuses, une couturière, une ancienne servante et trois locataires. En 1791, elles ne sont plus que six, et après la révolution le nombre est réduit à quatre.

### Béguinage Saint-Étienne - Faveresse
Le béguinage Saint-Étienne dit aussi Faveresse est situé rue de la Pommelette. Le règlement de cette fondation fixait le nombre des béguines à quatre élues par les paroissiens de Saint-Étienne. Il leur était interdit de louer leur chambre, mais elles étaient autorisées à partager leur logement avec une compagne agréée. Les béguines sont d'anciennes servantes. Les différents recensement précisent : en 1689, quatre béguines de plus de 60 ans et trois filles. En 1736 une béguine, trois ouvrières, une ancienne domestique, une fileuse pauvre. En 1762, quatre béguines, une fileuse et une dentelière. En 1789, le béguinage aurait été démoli et remplacé par l'hôtel de la Pommelette. Les propriétaires louent le béguinage à G. Doutrepont, propriétaire de l'immeuble voisin : La Pommelette. Les mambourgs se proposent de replacer les béguines dans un immeuble attenant à l'église.

### Béguinage Saint-Martin - Hermée
Situé rue derrière le chœur Saint-Paul, il occupait l'avant-dernière maison de la rangée orientale, avant la rue Sœurs-de-Hasque accueillait en 1736 quatre ouvrières et trois béguines. En 1762, il s'y trouve neuf dentelières, couturières et fileuse, dont deux sont béguines. Sous le régime français, six sont encore bénéficiaires.

### Béguinage Marie-Jésus - Béguinage Marie-Joseph
Situé rue de la Sirène côté méridional, on le dit vis-à-vis de la Brassinne, dans le fond, Il a été fondé par testament en date du 17 mai 1683, en faveur de cinq filles ou veuves auxquelles il était interdit de sous-louer leurs chambres. Le premier administrateur était Guillaume Houbotte, chanoine de Sainte-Croix. Dans la suite, l'identification de ce béguinage est incertaine, le recensement n'indique jamais sous quelle invocation il se trouve, il est simplement spécifié fondation pieuse dite béguinage, sous la direction de M. Delpaire, chanoine de Sainte-Croix, au nombre de dix réparties dans cinq chambres de la maison. En 1762, il en subsiste trois, et le béguinage est habité par huit pauvres femmes dont trois seulement sont appelées béguines. De 1770 à 1780, par la faute de l'administrateur L.H. Dubuisson, la maison tombe en ruine et les places vacantes ne sont plus attribuées.

### Maison Anne Bailly
Un document précise que a sœur Anne Bailly a également un bâtiment avec seize pauvres filles rue de la sirène.

### Maison de la Divine Providence
Élisabeth Bailly, réoccupa en 1733 quatre maisons qu'elle avait occupées rue Saint Rémy, qu'elle avait antérieurement cédées à la maison Saint-Michel, et y installa 40 fillettes qui l'avaient suivie dans sa sécession. D'autres vinrent les rejoindre et vers 1740, elles étaient au nombre de 60 : un local plus vaste devenait indispensable. Malgré l'opposition des Carmes et des Sœur de Hasques, Elisabeth Bailly finit vers 1745, par trouver deux maisons rue des Carmes. Des suppliques adressées aux États en vue d'obtenir des subsides ou des exemptions d'impôts invoquent la charge que constituent 60 pauvres enfants, tant de la ville que du plat-pays. Les habitants sont une maîtresse, une couturière et une servante. En 1762, on précise deux maîtresses, une quêteuse, deux maîtresses-ouvrières une servante, douze filles de plus de quinze ans mais qui n'ont pas achevé leur internat et trente-trois autres pensionnaires, dont l'ainée a quatorze ans.

### Béguinage Saint-Nicolas
Situé derrière l'église paroissiale, il n'en est fait état qu'à partir d'un document de 1791, sans doute parce que les occupantes ne percevaient aucune prébende et devait se confondre avec les habitants de la ruelle; il est précisé qu'elles sont quatre et cinq sous le régime français.

### Béguinage Sainte-Marguerite
Situé chaussée Sainte-Marguerite, dans la maison joignant le presbytère, loge six veuves en 1791. Elle disparait dans la liste des Hospices civils.

## Sources fondamentales
- Hôpital Tirebourse et Saint-Christophe, Archives de l'État à Liège, Fonds Tirebourse et Saint-Christophe, registre 1 à xx
- Liste des béguinages postérieurs aux 16 frimaire an VIII, Archives de l'État à Liège, Fonds français, Préfecture, 584.